# Tíz deka halhatatlanság
A Tíz deka halhatatlanság 1966-ban bemutatott magyar rajzfilm, amelyet Macskássy Gyula rendezett. A forgatókönyvet Várnai György írta, a zenéjét Ránki György szerezte. A rövidfilm a Pannónia Filmstúdió gyártásában készült.

## Történet
Pagazus, a szárnyas ló a mi világunkban már csak kolbásznak feldolgozva ér valamit, de egy dilettáns költő megtáltosodik ettől a kolbásztól.

## Alkotók
- Rendezte és tervezte: Macskássy Gyula, Várnai György
- Írta: Várnai György
- Zenéjét szerezte: Ránki György
- Operatőr: Neményi Mária
- Vágó: Czipauer János
- Hangmérnök: Horváth Domonkos
- Gyártásvezető: Kunz Román
- Rajzolták: Máday Gréte, Pomázi Lajos, Spitzer Henrikné
- Színes technika: Dobrányi Géza, Kun Irén

Készítette a Pannónia Filmstúdió